# Courtoin
Courtoin ist eine französische Gemeinde mit 35 Einwohnern (Stand 1. Januar 2022) im Département Yonne in der Region Bourgogne-Franche-Comté (vor 2016 Burgund). Courtoin gehört zum Arrondissement Sens und zum Kanton Gâtinais en Bourgogne (bis 2015 Chéroy). 

## Geographie
Courtoin liegt etwa vierzehn Kilometer südwestlich des Stadtzentrums von Sens. Umgeben wird Courtoin von den Nachbargemeinden La Belliole im Norden und Nordwesten, Villeneuve-la-Dondagre im Osten und Nordosten, Égriselles-le-Bocage im Osten und Südosten, Vernoy im Süden sowie Domats im Westen.

## Bevölkerungsentwicklung
| Jahr                      | 1881 | 1962 | 1968 | 1975 | 1982 | 1990 | 1999 | 2006 | 2013 |
| Einwohner                 | 97   | 70   | 70   | 50   | 52   | 39   | 44   | 41   | 44   |
| Quelle: Cassini und INSEE |      |      |      |      |      |      |      |      |      |

## Sehenswürdigkeiten

Kirche Notre-Dame

- Kirche Notre-Dame
- Schloss